# Réserve naturelle de Långviksskär
La réserve naturelle de Långviksskär (en suédois : Långviksskärs naturreservat) est une réserve naturelle de l'archipel de Stockholm dans le comté de Stockholm en Suède,,.

## Présentation
La réserve naturelle est protégée depuis 1983, sa superficie est de 3 897 hectaresdont 302 hectares de terres.
La réserve comprend plusieurs centaines d'îles, de criques et de récifs. 
Seulles les îles Långviksskär, Söderö et Hummelskär 8nt une végétation continue.
La flore est riche et par endroits luxuriante avec de nombreuses espèces typiques de l'archipel. 
La vie animale est caractérisée par une riche présence d'oiseaux de l'archipel et de colonies d'espèces moins communes comme la grive et le grèbe. 
Långviksskär est habitée depuis l'antiquité et des traces des temps passés peuvent encore être trouvées sous la forme de petites prairies de foin, de fermes clôturées en pierre et de ports creusés.